# Fredylan Marais
Fredylan George Marais (ur. 10 lipca 1998) – południowoafrykański zapaśnik walczący w stylu wolnym. Srebrny medalista mistrzostw Afryki w 2018. Wicemistrz Afryki juniorów w 2016 i 2017 roku.